# Specifikace
Specifikace (z lat.), někdy též zaměření, je detailní popis zadání; jasné a přesné vymezení kvality, rozměrů a vlastností surovin, zboží, výrobků, materiálů, součástek apod., souhrnně akceptačních kritérií, případně vymezení pracovních úkonů nebo postupů, výrobních procesů, zkušebních postupů, organizačních podmínek včetně pojmů, jednotek nebo veličin, podrobné zatřídění podle zvláštností, určitých znaků, seznamu částí apod. 
Specifikace někdy odkazuje na soubor požadavků, které mají být splněny materiálem, designem, produktem nebo službou. 
Taková specifikace je cosi jako technická norma. Může odkazovat na konkrétní dokumenty a/nebo konkrétní informace v nich obsažené.
Sloveso specifikovat se používá ve významech „uvést něco explicitně, podrobně rozvést“, anebo „být konkrétní“.